# Kurt von Hammerstein-Equord
Kurt Freiherr von Hammerstein-Equord, nemški general in plemič, * 26. september 1878, Hinrichshagen, Mecklenburg-Strelitz, † 24. april 1943, Berlin-Dahlem.

## Napredovanja
- poročnik (15. marec 1898)
- nadporočnik (10. september 1908)
- stotnik (22. marec 1913)
- major (18. avgust 1917)
- podpolkovnik (1. oktober 1920)
- polkovnik (1. maj 1925)
- generalmajor (23. januar 1929)
- generalporočnik (preskočil)
- general pehote (1. november 1930)
- generalpolkovnik (31. januar 1934)
- generalpolkovnik z.V. (10. september 1939)

## Odlikovanja
- RK des Kgl. Preuss. Hausordens von Hohenzollern mit Schwertern
- 1914 železni križec I. razreda
- 1914 železni križec II. razreda
- Kgl. Bayer. Militär-Verdienstorden IV. Klasse mit Schwertern
- RK I. Klasse des Kgl. Sächs. Albrechts-Ordens mit Schwertern
- Grossherzoglich Mecklenburgisch-Strelitzsches Verdienstkreuz für Auszeichnung im Kriege II. und I. Klasse
- Grossherzoglich Mecklenburg-Schwerinsches Militär-Verdienstkreuz II. Klasse
- Grossherzoglich Mecklenburg-Schwerinsches Militär-Verdienstkreuz I. Klasse
- Lübeckisches Hanseatenkreuz
- k.u.k. Österr. Militär-Verdienstkreuz III. Klasse mit der Kriegsdekoration
- Ehrenritter des Kgl. Preuss. Johanniter-Ordens
- Kgl. Preuss. Dienstauszeichnungskreuz